# 판디온 1세
그리스 신화에서 판디온 1세(그리스어: Πανδίων Α')는 아테네의 전설상의 왕으로 에릭토니오스와 나이아데스 프락시테아의 아들이자 계승자였다. 그는 이모 제욱시페와 결혼하여 네 자녀를 두었다. 그들은 에렉테우스, 부테스, 프로크네와 필로멜라였다. 그의 치세에 관해서 눈에 띄는 점은 없다. 그는 테베의 왕 랍다쿠스와 전쟁을 벌였고, 전투를 도와준 테레우스에게 보상으로 딸 프로크네를 시집보냈다. 
아폴로도로스에 따르면 판디온 1세의 치세 동안에 데메테르와 디오니소스가 아티카로 왔다. 그는 죽기 전에 에렉테우스에게 아테네의 통치권을 넘겨주었으나, 포세이돈과 아테나를 섬기는 제사장직은 부테스에게 주어졌다.
| 전임 에릭토니오스 | 제7대 아테나이의 왕 기원전 1437년 ~ 기원전 1397년 | 후임 에렉테우스 |